# Rune cifrate

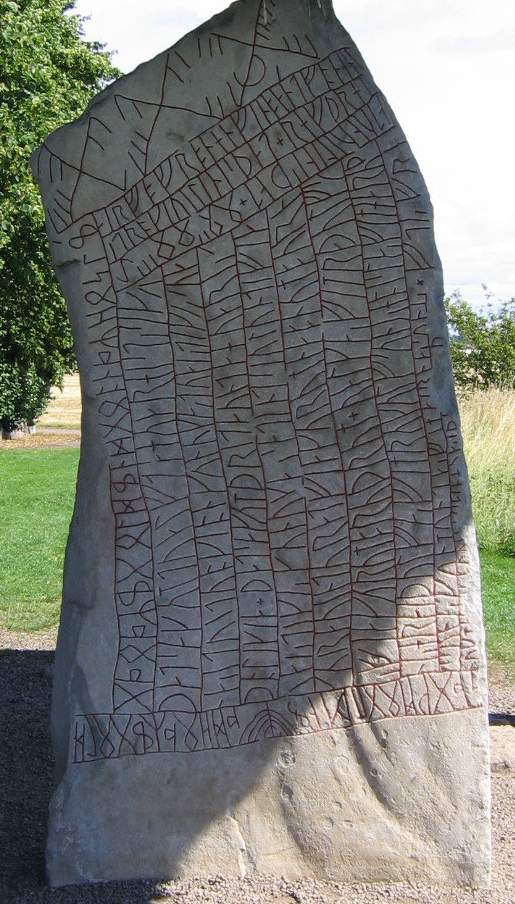
Sulla pietra runica di Rök compaiono delle "rune a tenda" (nella prima riga in alto) ed una "runa ad uncino" (al centro dell'ultima riga).

Le rune cifrate, o rune criptate, sono sostituzioni crittografiche delle lettere dei vari alfabeti runici, in particolare del Fuþark recente.

## Preservazione
La conoscenza delle rune cifrate fu preservata meglio in Islanda, e durante il XVII e il XVIII secolo gli studiosi islandesi produssero diversi trattati sull'argomento. Il più interessante di questi è il manoscritto Runologia di Jón Ólafsson (1705-1779), che egli scrisse a Copenaghen tra il 1732 e il 1752: esso tratta ampiamente numerose rune cifrate e cifrari runici, ed oggi è conservato nel Den Arnamagnæanske Samling di Copenaghen.
Il trattato di Jón Ólafsson presenta il Fuþark recente nell'ordine dell'epoca vichinga, il che significa che la runa maðr precede la lögr; questo piccolo dettaglio fu di fondamentale importanza per l'interpretazione delle rune cifrate dell'epoca vichinga, poiché nel XIII secolo le due rune si erano scambiate di posto sotto l'influenza dell'alfabeto latino, in cui la l precede la m: poiché il calendario runico medievale utilizzava l'ordinamento successivo al XIII secolo, i primi runologi del XVII-XVIII secolo ritenevano che l'ordine l-m fosse quello originale, e l'ordinamento delle rune è di vitale importanza per l'interpretazione delle rune cifrate.

## Struttura dei cifrari

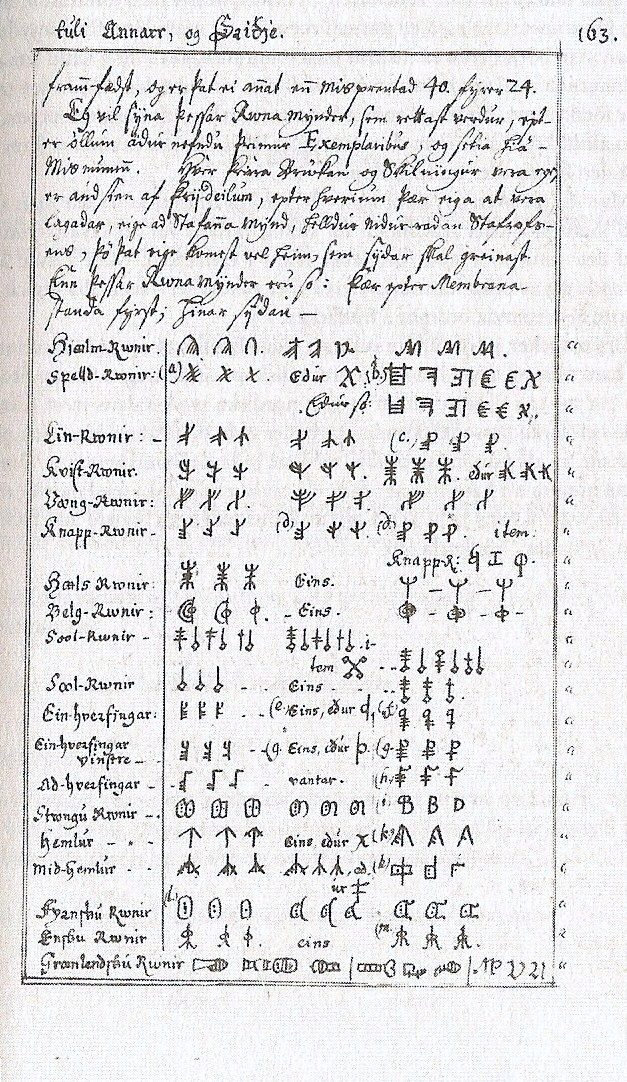
Una pagina del manoscritto settecentesco dell'islandese Jón Ólafsson, che decifrò le rune per gli studiosi scandinavi. Questa pagina mostra diversi tipi di cifratura.

Nei vari alfabeti runici, le rune hanno un ordine preciso e sono divise in gruppi, chiamati ætt. Nel Fuþark recente, che ha 16 lettere, sono divise in tre gruppi: la tradizione islandese chiama il primo gruppo (f, u, þ, o, r e k) "ætt di Freyr", il secondo gruppo (h, n, i, a e s) "ætt di Heimdallr" e il terzo gruppo (t, b, m, l e ʀ) "ætt di Týr"; tuttavia, per rendere l'iscrizione ancora più ardua da decifrare, l'ætt di Freyr e l'ætt di Týr si scambiano di posto, cosicché il primo gruppo è il terzo e viceversa. Vi sono numerosi tipi di rune cifrate, ma sono tutti basati sul principio di fornire il numero dell'ætt e il numero della runa all'interno dell'ætt.
Le rune a tenda sono basate su tratti aggiunti ai quattro bracci di una X: ogni X rappresenta due rune ed è da leggere in senso orario, dove i tratti sul primo braccio rappresentano l'ætt e quelli sul secondo il numero all'interno dell'ætt. Le rune a rami sono simili: i tratti sono attaccati ad un tratto verticale, dove quelli sulla sinistra indicano l'ætt e quelli sulla destra indicano il numero all'interno dell'ætt. Vi sono poi varianti di questi due schemi, come quelli in cui si invertono i numeri (si contano gli ætt e le rune a partire dal fondo); rune ad albero e rune ad uncino sono come le rune a rami, con i tratti rispettivamente che puntano in basso diagonalmente e che curvano verso il basso.
Ci sono diverse pietre runiche che utilizzano tali modi per rendere oscure le iscrizioni, specialmente sulle Isole Orcadi.
Un sistema simile di cifratura è quello relativo all'alfabeto ogamico contenuto nel trattato In Lebor Ogaim.